# Riazor Stadion
Az Estadio Riazor egy labdarúgóstadion Spanyolországban, A Coruña városában. Jelenlegi használója az élvonalbeli RC Deportivo.
1940-ben kezdődött építése. 1944. október 28-án nyílt meg. Kétszer újították fel, először 1982-ben, majd 1995 és 1998 között.
Befogadóképessége 34 600 fő.

## A Real Madrid szerencsétlen helyszíne
1992 és 2009 között nem nyert a Real Madrid a Riazorban.
- 1992-1993: Deportivo 3 - 2 Real Madrid
- 1993-1994: Deportivo 4 - 0 Real Madrid
- 1994-1995: Deportivo 0 - 0 Real Madrid
- 1995-1996: Deportivo 3 - 0 Real Madrid
- 1996-1997: Deportivo 1 - 1 Real Madrid
- 1997-1998: Deportivo 2 - 2 Real Madrid
- 1998-1999: Deportivo 4 - 0 Real Madrid
- 1999-2000: Deportivo 5 - 2 Real Madrid
- 2000-2001: Deportivo 2 - 2 Real Madrid
- 2001-2002: Deportivo 3 - 0 Real Madrid
- 2002-2003: Deportivo 0 - 0 Real Madrid
- 2003-2004: Deportivo 2 - 0 Real Madrid
- 2004-2005: Deportivo 2 - 0 Real Madrid
- 2005-2006: Deportivo 3 - 1 Real Madrid
- 2006-2007: Deportivo 2 - 0 Real Madrid
- 2007-2008: Deportivo 1 - 0 Real Madrid
- 2008-2009: Deportivo 2 - 1 Real Madrid
- 2009-2010: Deportivo 1 - 3 Real Madrid
- 2010-2011: Deportivo 0 - 0 Real Madrid